# آگوتا بویدوشو
آگوتا بویدوشو (به مجاری: Bujdosó Ágota؛ زادهٔ ۲ ژوئن ۱۹۴۳ – درگذشتهٔ ۳۰ مارس ۲۰۲۵) بازیکن هندبال اهل مجارستان بود.